# Хакимов, Михаил Кобирович
Михаи́л (Исмаги́л) Коби́рович Хакимов (1 ноября 1916, Казанская губерния — 19 ноября 1986, Казань) — наводчик противотанкового ружья 384-го отдельного батальона морской пехоты Одесской военно-морской базы Черноморского флота, матрос. Герой Советского Союза.

## Биография
Родился в 1916 году в селе Большая Цильна ныне Дрожжановского района Республики Татарстан в семье татарского крестьянина. Окончил начальную сельскую школу. Вместе с родителями переехал в Баку, где работал на различных предприятиях.
В 1942 году был призван на службу в ряды Красной Армии, которую проходил в составе ВМФ. Служил в береговой обороне городов Батуми и Новороссийска, затем — в морской пехоте.
В составе войск Северо-Кавказского, 4-го и 3-го Украинских фронтов участвовал в десанте на «Малую землю», освобождении Кавказа, Крыма и Украины. Отличился в десантных операциях по освобождению Таганрога и Мариуполя. В боях за Мариуполь уничтожил вражескую пушку и её расчёт, затем сам был ранен, но продолжил участие в сражении, за что был награждён медалью «За боевые заслуги».
Во второй половине марта 1944 года вошёл в состав десантной группы под командованием старшего лейтенанта Константина Фёдоровича Ольшанского. Задачей десанта было облегчение фронтального удара советских войск в ходе освобождения города Николаева, являвшегося частью Одесской операции. После высадки в морском порту Николаева отряд в течение двух суток отбил 18 атак противника, уничтожив около 700 солдат и офицеров противника. В этих боях погибли почти все десантники, а матрос Хакимов был ранен.
После лечения в госпитале Михаил Кобирович вернулся в свой батальон, в котором и служил до окончания войны.
Указом Президиума Верховного Совета СССР от 20 апреля 1945 года Хакимову Михаилу Кабировичу было присвоено звание Героя Советского Союза.
После войны вернулся в родные края. Жил и работал в городе Казани.

## Награды
- Золотая Звезда Героя Советского Союза;
- орден Ленина;
- два ордена Отечественной войны 1-й степени;
- медали.

## Память
- В селе Большая Цильна, где родился Герой, в 1979 году создан музей боевой и трудовой славы. Здесь организован большой стенд, рассказывающий о его подвиге.
- М. К. Хакимов — почётный гражданин города Николаева.